# Alisson Becker
Álisson Ramsés Becker, noto semplicemente come Alisson o Alisson Becker (Novo Hamburgo, 2 ottobre 1992), è un calciatore brasiliano, portiere del Liverpool e della nazionale brasiliana, con cui è diventato campione del Sud America nel 2019.
Considerato uno dei migliori nel suo ruolo, a livello di club ha vinto quattro campionati Gaúchi, una Super Copa Gaúcha, due campionati inglesi, una UEFA Champions League, una Supercoppa europea e una Coppa del mondo per club FIFA.
Con la nazionale brasiliana è stato campione sudamericano nel 2019, mentre a livello individuale vanta due apparizioni nella squadra della stagione della UEFA Champions League, una nella squadra della stagione della Serie A, un Trofeo Jašin – primo a vincerlo – e un premio come miglior portiere dell'anno IFFHS.
Nell'estate 2018 il suo trasferimento dalla Roma al Liverpool per 75 milioni di euro lo ha reso per alcune settimane il portiere più costoso nella storia del calcio, un primato battuto nella stessa sessione di mercato da Kepa Arrizabalaga, ceduto per 80 milioni; il precedente record apparteneva a Gianluigi Buffon, valutato 105 miliardi di lire nel 2001.

## Biografia
Ha un fratello più grande, Muriel Gustavo, anch'egli calciatore, col quale ha giocato insieme nell'Internacional.
Sin da adolescente soffre di rosacea, una malattia della pelle che, specialmente durante l’attività fisica, porta all’arrossamento dell’area centrale del suo volto.
Sposato con Natalia, da lei ha avuto tre figli: Helena (nata a Roma), Mateo e Rafael (nati in Inghilterra).

## Caratteristiche tecniche
Considerato uno dei migliori portieri in attività, è un portiere che abbina la fisicità e l'agilità, la tecnica nella copertura della porta e l'ottimo istinto a una grande reattività, nonostante l'elevata statura. È bravo anche nelle uscite con i piedi fuori area, per tamponare azioni avversarie in campo aperto.
Ricorda Júlio César perché, pur concedendo sprazzi allo spettacolo nelle parate di istinto (Alisson è soprannominato “O Goleiro Gato”) ed essendo molto bravo nella capacità di distendersi anche in presa bassa controtempo, resta un portiere di base abbastanza essenziale. È anche molto rapido nel far ripartire il gioco, con mani e piedi, proprio come il connazionale.

## Carriera

### Club

#### Internacional

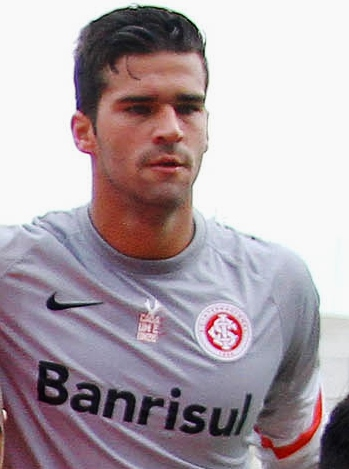
Alisson nel 2015 con la maglia dell'Internacional.

Dal 2003 al 2013 milita nelle selezioni giovanili dell'Internacional. Nel 2013 esordisce in prima squadra, con cui vince per quattro volte il campionato Gaúcho (2013, 2014, 2015 e 2016) e una Super Copa Gaúcha (2016). Nel Brasilerao ha ottenuto 44 presenze subendo 44 gol.

#### Roma
Il 6 luglio 2016 diventa ufficialmente un giocatore della Roma, come da precedente accordo preso già nel mercato invernale di gennaio, per 8 milioni di euro. L'esordio con la maglia giallorossa è datato 17 agosto 2016 nei play-off di Champions League contro il Porto. Nella sua prima stagione in Italia è la riserva di Wojciech Szczęsny, ma dopo l'eliminazione nei play-off di Champions League viene utilizzato come titolare nelle gare di Europa League. Non viene mai utilizzato in campionato durante tutto l'arco della stagione.

Alisson (secondo in piedi da sinistra) con la maglia della Roma nel 2018.

Dato l'addio a fine stagione di Szczęsny, nella stagione 2017-2018 prende il suo posto come portiere titolare. Esordisce infatti in Serie A alla prima di campionato, il 20 agosto 2017, mantenendo la rete inviolata contro l'Atalanta (0-1). Diventa presto un giocatore chiave, dimostrando di essere uno dei migliori giocatori del suo ruolo. In Champions League arriva in semifinale, venendo battuto dal Liverpool, subendo solo 2 gol in 6 partite in casa, e lasciando la porta inviolata per 5 volte. Viene poi inserito nell'undici della Squadra della Stagione del torneo.

#### Liverpool

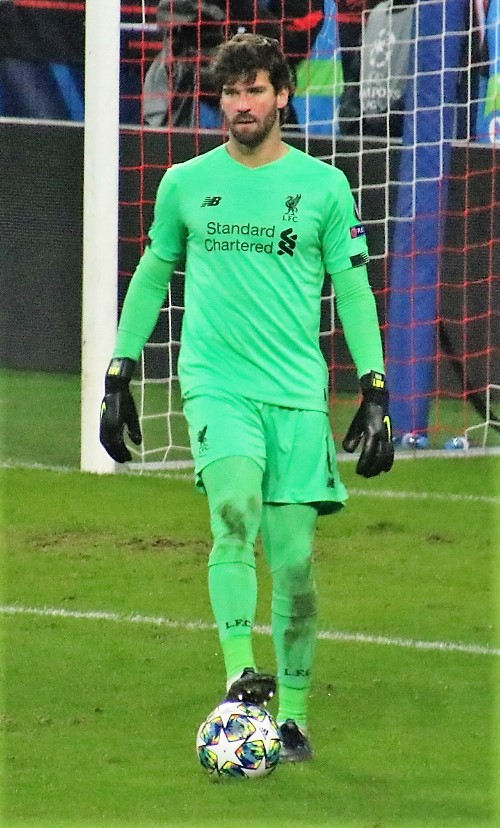
Alisson con la maglia dei Reds nel 2019.

Il 19 luglio 2018 viene ceduto a titolo definitivo al Liverpool in cambio di 62,5 milioni di euro di corrispettivo fisso, più 10 milioni di bonus. Alisson diviene in tal modo il portiere più costoso della storia del calcio, battendo il record stabilito nel 2001 da Gianluigi Buffon. Tale record viene successivamente infranto l'8 agosto dal trasferimento di Kepa Arrizabalaga dall'Athletic Bilbao al Chelsea per 80 milioni.
Esordisce in Premier League il 12 agosto 2018, disputando il match casalingo contro il West Ham, mantenendo la rete inviolata. Nell'annata dell'esordio con i Reds vince la UEFA Champions League e termina la stagione in campionato al secondo posto, un solo punto dietro al Manchester City, traguardo a cui ha dato il proprio contributo venendo premiato come migliore portiere della stagione sia della Premier League che della Champions League.
Nell'annata 2019-2020, dopo l'esordio con sconfitta in Community Shield il 4 agosto, si infortuna durante il primo match di campionato, il 9 agosto contro il Norwich City, ed è costretto a saltare la vittoriosa gara di Supercoppa europea e varie giornate di Premier League, rimanendo lontano dai campi fino al 20 ottobre, giorno in cui i reds pareggiano per 1-1 in casa del Manchester Utd. Rientrato, il 21 dicembre è in campo nella vittoriosa finale di Coppa del mondo per club, conquistata battendo per 1-0 il Flamengo.  Difende la porta con efficacia sino a marzo, quando subisce un nuovo infortunio che lo costringe a saltare gli ultimi due match prima della sospensione della stagione, tra cui quello che sancisce l'eliminazione dei Reds dalla UEFA Champions League contro l'Atlético Madrid. Al rientro, a giugno, si aggiudica con i compagni il titolo nazionale, il primo per il club dopo trent'anni.
Il 16 maggio 2021 realizza la prima rete in carriera, segnando nei minuti di recupero, sugli sviluppi di un calcio d'angolo, la rete della vittoria nel match di campionato contro il West Bromwich.
Nella stagione 2021-2022, il Liverpool manca la vittoria del campionato, andata al Manchester City, di nuovo per un solo punto e perde la finale di Champions League contro il Real Madrid. I Reds si consolano con le vittorie di FA Cup e League Cup, entrambe arrivate ai rigori contro il Chelsea; Alisson sale in cattedra nella prima, parando il decisivo rigore di Mason Mount, mentre non scende in campo nella seconda, sostituito da Caoimhín Kelleher. La stagione seguente si apre con la vittoria della Community Shield, anche se non gioca la partita. Pur arricchendo il proprio palmares con un'altra League Cup (vinta ancora contro il Chelsea, ma senza disputare la finale), il campionato del Liverpool si chiuderà con il quinto posto e la mancata qualificazione alla Champions League.

### Nazionale

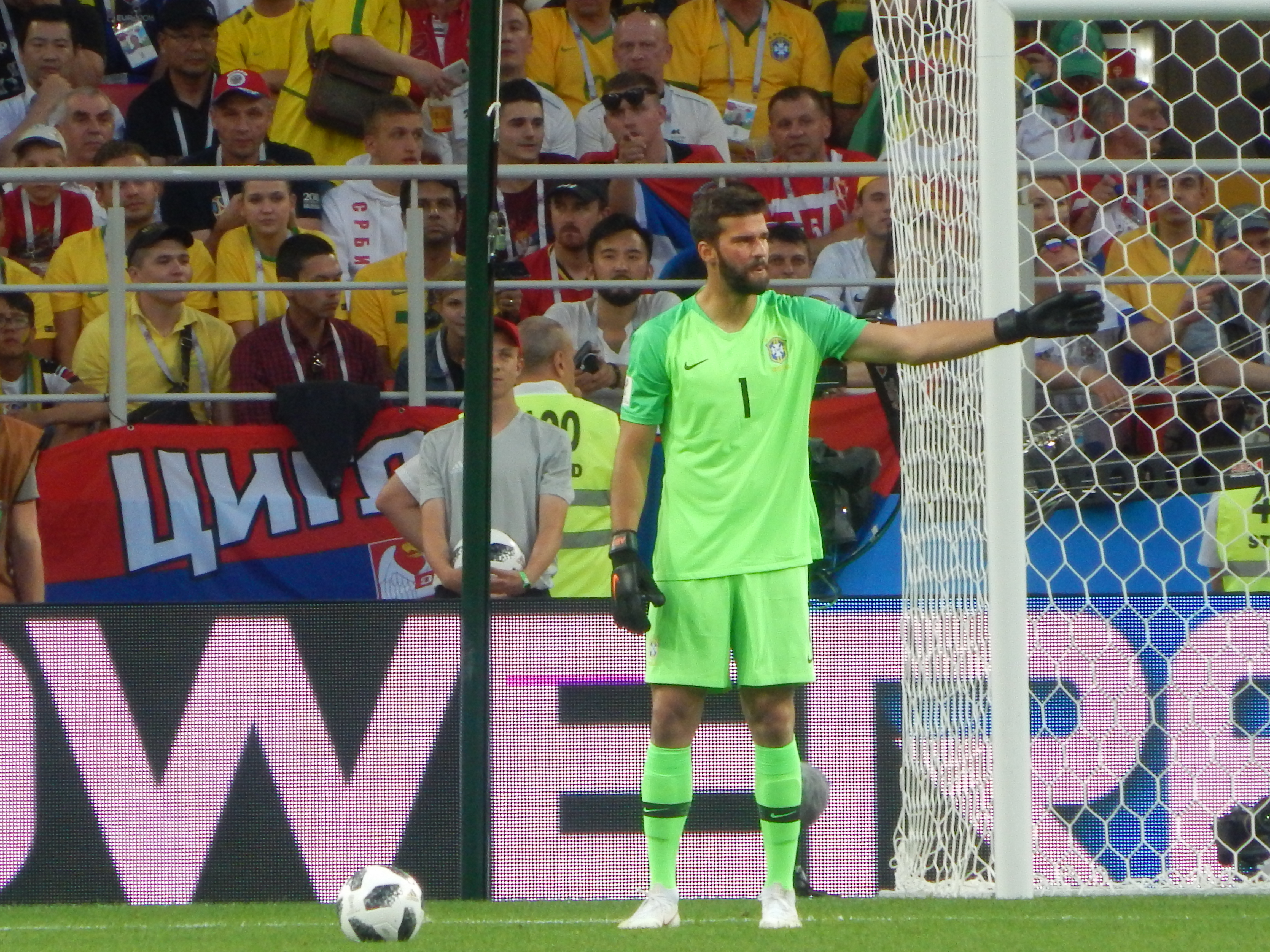
Alisson con il durante il.

Ha giocato con l'Under-17 nel 2009 (3 presenze e 4 reti subite) con cui ha vinto la Coppa Sendai 2009 e nel 2013 con l'Under-20 (5 presenze e 2 gol subiti) con cui ha invece vinto il Torneo di Tolone 2013.
Convocato dal CT Dunga per le partite di qualificazione ai Mondiali 2018 contro Cile e Venezuela, fa il suo esordio ufficiale in nazionale maggiore il 13 ottobre 2015, all'età di 23 anni, venendo schierato per la prima volta titolare in occasione della vittoria casalinga per 3-1 sul Venezuela. Il 5 maggio 2016 viene inserito nella lista dei 23 convocati del Brasile per disputare la Copa América Centenario negli Stati Uniti, nella quale subisce due gol in tre partite, non riuscendo ad evitare la prematura uscita ai gironi da parte dei verdeoro.
Nel 2018 partecipa al suo primo Mondiale, giocando titolare col la maglia della Seleção, poi eliminata ai quarti di finale dal Belgio col punteggio di 2-1.
Un anno dopo viene convocato per la Copa América (giocata in casa). Dopo avere superato i gironi della manifestazione da primi, i verdeoro ai quarti incontrano il Paraguay; la sfida si protrae fino ai calci di rigore, in cui Alisson è protagonista parando il tiro di Gustavo Gómez e contribuendo alla qualificazione del Brasile al turno successivo. Al termine della manifestazione si laurea campione, contribuendo al successo della seleção subendo gol solo in finale nel 3-1 contro il Perù.
Durante la successiva Copa América 2021 è inizialmente titolare, esordendo nella prima gara del girone vinta per 3-0 contro il Venezuela, ma dopo la gara con l'Ecuador, gli viene preferito Ederson. Il Brasile raggiungerà la finale, persa per 1-0 con l'Argentina. Disputa poi da titolare il Mondiale 2022 e la Copa América 2024, entrambe concluse con una eliminazione ai quarti di finale, rispettivamente contro Croazia e Uruguay.

## Statistiche

### Presenze e reti nei club
Statistiche aggiornate al 16 agosto 2025.
| Stagione             | Squadra              | Campionato           | Campionato | Campionato | Coppe nazionali | Coppe nazionali | Coppe nazionali | Coppe continentali | Coppe continentali | Coppe continentali | Altre coppe | Altre coppe | Altre coppe | Totale | Totale  |
| Stagione             | Squadra              | Comp                 | Pres       | Reti       | Comp            | Pres            | Reti            | Comp               | Pres               | Reti               | Comp        | Pres        | Reti        | Pres   | Reti    |
| -------------------- | -------------------- | -------------------- | ---------- | ---------- | --------------- | --------------- | --------------- | ------------------ | ------------------ | ------------------ | ----------- | ----------- | ----------- | ------ | ------- |
| 2013                 | Internacional        | PD/RS+A              | 1+6        | -1 + -7    | CB              | 2               | -2              | -                  | -                  | -                  | -           | -           | -           | 9      | -10     |
| 2014                 | Internacional        | PD/RS+A              | 3+11       | -2 + -14   | CB              | 0               | 0               | -                  | -                  | -                  | -           | -           | -           | 14     | -16     |
| 2015                 | Internacional        | PD/RS+A              | 15+26      | -12 + -23  | CB              | 4               | -5              | CL                 | 12                 | -15                | -           | -           | -           | 57     | -55     |
| 2016                 | Internacional        | PD/RS+A              | 17+1       | -8 + 0     | CB              | 0               | 0               | CL                 | -                  | -                  | -           | -           | -           | 18     | -8      |
| Totale Internacional | Totale Internacional | Totale Internacional | 36+44      | -23 + -44  |                 | 6               | -7              |                    | 12                 | -15                |             | -           | -           | 98     | -89     |
| 2016-2017            | Roma                 | A                    | 0          | 0          | CI              | 4               | -5              | UCL+UEL            | 1+10               | -1 + -13           | -           | -           | -           | 15     | -19     |
| 2017-2018            | Roma                 | A                    | 37         | -28        | CI              | 0               | 0               | UCL                | 12                 | -19                | -           | -           | -           | 49     | -47     |
| Totale Roma          | Totale Roma          | Totale Roma          | 37         | -28        |                 | 4               | -5              |                    | 23                 | -33                |             | -           | -           | 64     | -66     |
| 2018-2019            | Liverpool            | PL                   | 38         | -22        | FACup+CdL       | 0               | 0               | UCL                | 13                 | -12                | -           | -           | -           | 51     | -34     |
| 2019-2020            | Liverpool            | PL                   | 29         | -23        | FACup+CdL       | 0               | 0               | UCL                | 5                  | -4                 | CS+SU+Cmc   | 1+0+2       | -1 + 0 + -1 | 37     | -29     |
| 2020-2021            | Liverpool            | PL                   | 33         | -32; 1     | FACup+CdL       | 1+0             | -3              | UCL                | 7                  | -5                 | CS          | 1           | -1          | 42     | -41; 1  |
| 2021-2022            | Liverpool            | PL                   | 36         | -24        | FACup+CdL       | 4+1             | -3 + 0          | UCL                | 13                 | -14                | -           | -           | -           | 54     | -41     |
| 2022-2023            | Liverpool            | PL                   | 37         | -43        | FACup+CdL       | 2+0             | -4              | UCL                | 8                  | -12                | CS          | 0           | 0           | 39     | -59     |
| 2023-2024            | Liverpool            | PL                   | 28         | -30        | FACup+CdL       | 2+0             | -2              | UEL                | 2                  | 0                  | -           | -           | -           | 32     | -32     |
| 2024-2025            | Liverpool            | PL                   | 28         | -29        | FACup+CdL       | 0+1             | 0 + -1          | UCL                | 6                  | -3                 | -           | -           | -           | 35     | -33     |
| 2025-2026            | Liverpool            | PL                   | 1          | -2         | FACup+CdL       | 0+0             | 0+0             | UCL                | 0                  | 0                  | CS          | 1           | -2          | 2      | -4      |
| Totale Liverpool     | Totale Liverpool     | Totale Liverpool     | 230        | -205; 1    |                 | 9               | -13             |                    | 54                 | -50                |             | 5           | -5          | 298    | -273; 1 |
| Totale carriera      | Totale carriera      | Totale carriera      | 347        | -300; 1    |                 | 19              | -25             |                    | 89                 | -98                |             | 4           | -3          | 460    | -428; 1 |

### Cronologia presenze e reti subite in nazionale
| Cronologia completa delle presenze e delle reti in nazionale ― Brasile | Cronologia completa delle presenze e delle reti in nazionale ― Brasile | Cronologia completa delle presenze e delle reti in nazionale ― Brasile | Cronologia completa delle presenze e delle reti in nazionale ― Brasile | Cronologia completa delle presenze e delle reti in nazionale ― Brasile | Cronologia completa delle presenze e delle reti in nazionale ― Brasile | Cronologia completa delle presenze e delle reti in nazionale ― Brasile | Cronologia completa delle presenze e delle reti in nazionale ― Brasile |
| Data                                                                   | Città                                                                  | In casa                                                                | Risultato                                                              | Ospiti                                                                 | Competizione                                                           | Reti                                                                   | Note                                                                   |
| ---------------------------------------------------------------------- | ---------------------------------------------------------------------- | ---------------------------------------------------------------------- | ---------------------------------------------------------------------- | ---------------------------------------------------------------------- | ---------------------------------------------------------------------- | ---------------------------------------------------------------------- | ---------------------------------------------------------------------- |
| 13-10-2015                                                             | Fortaleza                                                              | Brasile                                                                | 3 – 1                                                                  | Venezuela                                                              | Qual. Mondiali 2018                                                    | -1                                                                     |                                                                        |
| 13-11-2015                                                             | Buenos Aires                                                           | Argentina                                                              | 1 – 1                                                                  | Brasile                                                                | Qual. Mondiali 2018                                                    | -1                                                                     |                                                                        |
| 17-11-2015                                                             | Salvador                                                               | Brasile                                                                | 3 – 0                                                                  | Perù                                                                   | Qual. Mondiali 2018                                                    | -                                                                      |                                                                        |
| 25-3-2016                                                              | Recife                                                                 | Brasile                                                                | 2 – 2                                                                  | Uruguay                                                                | Qual. Mondiali 2018                                                    | -2                                                                     |                                                                        |
| 29-3-2016                                                              | Asunción                                                               | Brasile                                                                | 2 – 2                                                                  | Paraguay                                                               | Qual. Mondiali 2018                                                    | -2                                                                     |                                                                        |
| 29-5-2016                                                              | Commerce City                                                          | Panama                                                                 | 0 – 2                                                                  | Brasile                                                                | Amichevole                                                             | -                                                                      |                                                                        |
| 3-6-2016                                                               | Pasadena                                                               | Brasile                                                                | 0 – 0                                                                  | Ecuador                                                                | Coppa America Centenario - 1º turno                                    | -                                                                      |                                                                        |
| 7-6-2016                                                               | Orlando                                                                | Brasile                                                                | 7 – 1                                                                  | Haiti                                                                  | Coppa America Centenario - 1º turno                                    | -1                                                                     |                                                                        |
| 11-6-2016                                                              | Foxborough                                                             | Perù                                                                   | 1 – 0                                                                  | Brasile                                                                | Coppa America Centenario - 1º turno                                    | -1                                                                     |                                                                        |
| 1-9-2016                                                               | Quito                                                                  | Ecuador                                                                | 0 – 3                                                                  | Brasile                                                                | Qual. Mondiali 2018                                                    | -                                                                      |                                                                        |
| 6-9-2016                                                               | Manaus                                                                 | Brasile                                                                | 2 – 1                                                                  | Colombia                                                               | Qual. Mondiali 2018                                                    | -1                                                                     |                                                                        |
| 6-10-2016                                                              | Natal                                                                  | Brasile                                                                | 5 – 0                                                                  | Bolivia                                                                | Qual. Mondiali 2018                                                    | -                                                                      |                                                                        |
| 11-10-2016                                                             | Mérida                                                                 | Venezuela                                                              | 0 – 2                                                                  | Brasile                                                                | Qual. Mondiali 2018                                                    | -                                                                      |                                                                        |
| 10-11-2016                                                             | Belo Horizonte                                                         | Brasile                                                                | 3 – 0                                                                  | Argentina                                                              | Qual. Mondiali 2018                                                    | -                                                                      |                                                                        |
| 15-11-2016                                                             | Lima                                                                   | Perù                                                                   | 0 – 2                                                                  | Brasile                                                                | Qual. Mondiali 2018                                                    | -                                                                      |                                                                        |
| 23-3-2017                                                              | Montevideo                                                             | Uruguay                                                                | 1 – 4                                                                  | Brasile                                                                | Qual. Mondiali 2018                                                    | -1                                                                     |                                                                        |
| 28-3-2017                                                              | San Paolo                                                              | Brasile                                                                | 3 – 0                                                                  | Paraguay                                                               | Qual. Mondiali 2018                                                    | -                                                                      |                                                                        |
| 1-9-2017                                                               | Porto Alegre                                                           | Brasile                                                                | 2 – 0                                                                  | Ecuador                                                                | Qual. Mondiali 2018                                                    | -                                                                      |                                                                        |
| 5-9-2017                                                               | Barranquilla                                                           | Colombia                                                               | 1 – 1                                                                  | Brasile                                                                | Qual. Mondiali 2018                                                    | -1                                                                     |                                                                        |
| 5-10-2017                                                              | La Paz                                                                 | Bolivia                                                                | 0 – 0                                                                  | Brasile                                                                | Qual. Mondiali 2018                                                    | -                                                                      |                                                                        |
| 10-11-2017                                                             | Lilla                                                                  | Giappone                                                               | 1 – 3                                                                  | Brasile                                                                | Amichevole                                                             | -                                                                      | 46’                                                                    |
| 14-11-2017                                                             | Londra                                                                 | Inghilterra                                                            | 0 – 0                                                                  | Brasile                                                                | Amichevole                                                             | -                                                                      |                                                                        |
| 23-3-2018                                                              | Mosca                                                                  | Russia                                                                 | 0 – 3                                                                  | Brasile                                                                | Amichevole                                                             | -                                                                      |                                                                        |
| 27-3-2018                                                              | Berlino                                                                | Germania                                                               | 0 – 1                                                                  | Brasile                                                                | Amichevole                                                             | -                                                                      |                                                                        |
| 3-6-2018                                                               | Liverpool                                                              | Brasile                                                                | 2 – 0                                                                  | Croazia                                                                | Amichevole                                                             | -                                                                      |                                                                        |
| 10-6-2018                                                              | Vienna                                                                 | Austria                                                                | 0 – 3                                                                  | Brasile                                                                | Amichevole                                                             | -                                                                      |                                                                        |
| 17-6-2018                                                              | Rostov sul Don                                                         | Brasile                                                                | 1 – 1                                                                  | Svizzera                                                               | Mondiali 2018 - 1º turno                                               | -1                                                                     |                                                                        |
| 22-6-2018                                                              | San Pietroburgo                                                        | Brasile                                                                | 2 – 0                                                                  | Costa Rica                                                             | Mondiali 2018 - 1º turno                                               | -                                                                      |                                                                        |
| 27-6-2018                                                              | Mosca                                                                  | Serbia                                                                 | 0 – 2                                                                  | Brasile                                                                | Mondiali 2018 - 1º turno                                               | -                                                                      |                                                                        |
| 2-7-2018                                                               | Samara                                                                 | Brasile                                                                | 2 – 0                                                                  | Messico                                                                | Mondiali 2018 - Ottavi di finale                                       | -                                                                      |                                                                        |
| 6-7-2018                                                               | Kazan'                                                                 | Brasile                                                                | 1 – 2                                                                  | Belgio                                                                 | Mondiali 2018 - Quarti di finale                                       | -2                                                                     |                                                                        |
| 8-9-2018                                                               | East Rutherford                                                        | Stati Uniti                                                            | 0 – 2                                                                  | Brasile                                                                | Amichevole                                                             | -                                                                      |                                                                        |
| 16-10-2018                                                             | Gedda                                                                  | Brasile                                                                | 1 – 0                                                                  | Argentina                                                              | Amichevole                                                             | -                                                                      |                                                                        |
| 16-11-2018                                                             | Londra                                                                 | Brasile                                                                | 1 – 0                                                                  | Uruguay                                                                | Amichevole                                                             | -                                                                      |                                                                        |
| 26-3-2019                                                              | Praga                                                                  | Rep. Ceca                                                              | 1 – 3                                                                  | Brasile                                                                | Amichevole                                                             | -1                                                                     |                                                                        |
| 9-6-2019                                                               | Porto Alegre                                                           | Brasile                                                                | 7 – 0                                                                  | Honduras                                                               | Amichevole                                                             | -                                                                      |                                                                        |
| 14-6-2019                                                              | San Paolo                                                              | Brasile                                                                | 3 – 0                                                                  | Bolivia                                                                | Coppa America 2019 - 1º turno                                          | -                                                                      |                                                                        |
| 18-6-2019                                                              | Salvador                                                               | Brasile                                                                | 0 – 0                                                                  | Venezuela                                                              | Coppa America 2019 - 1º turno                                          | -                                                                      |                                                                        |
| 22-6-2019                                                              | San Paolo                                                              | Perù                                                                   | 0 – 5                                                                  | Brasile                                                                | Coppa America 2019 - 1º turno                                          | -                                                                      |                                                                        |
| 27-6-2019                                                              | Porto Alegre                                                           | Brasile                                                                | 0 – 0 (4 – 3 dtr)                                                      | Paraguay                                                               | Coppa America 2019 - Quarti di finale                                  | -                                                                      |                                                                        |
| 3-7-2019                                                               | Belo Horizonte                                                         | Brasile                                                                | 2 – 0                                                                  | Argentina                                                              | Coppa America 2019 - Semifinale                                        | -                                                                      |                                                                        |
| 7-7-2019                                                               | Rio de Janeiro                                                         | Brasile                                                                | 3 – 1                                                                  | Perù                                                                   | Coppa America 2019 - Finale                                            | -1                                                                     |                                                                        |
| 15-11-2019                                                             | Riyad                                                                  | Brasile                                                                | 0 – 1                                                                  | Argentina                                                              | Amichevole                                                             | -1                                                                     |                                                                        |
| 19-11-2019                                                             | Abu Dhabi                                                              | Brasile                                                                | 3 – 0                                                                  | Corea del Sud                                                          | Amichevole                                                             | -                                                                      |                                                                        |
| 3-6-2021                                                               | Porto Alegre                                                           | Brasile                                                                | 2 – 0                                                                  | Ecuador                                                                | Qual. Mondiali 2022                                                    | -                                                                      |                                                                        |
| 13-6-2021                                                              | Brasilia                                                               | Brasile                                                                | 3 – 0                                                                  | Venezuela                                                              | Coppa America 2021 - 1º turno                                          | -                                                                      |                                                                        |
| 27-6-2021                                                              | Goiânia                                                                | Brasile                                                                | 1 – 1                                                                  | Ecuador                                                                | Coppa America 2021 - 1º turno                                          | -1                                                                     |                                                                        |
| 7-10-2021                                                              | Caracas                                                                | Venezuela                                                              | 1 – 3                                                                  | Brasile                                                                | Qual. Mondiali 2022                                                    | -1                                                                     |                                                                        |
| 10-10-2021                                                             | Barranquilla                                                           | Colombia                                                               | 0 – 0                                                                  | Brasile                                                                | Qual. Mondiali 2022                                                    | -                                                                      |                                                                        |
| 11-11-2021                                                             | San Paolo                                                              | Brasile                                                                | 1 – 0                                                                  | Colombia                                                               | Qual. Mondiali 2022                                                    | -                                                                      |                                                                        |
| 16-11-2021                                                             | San Juan                                                               | Argentina                                                              | 0 – 0                                                                  | Brasile                                                                | Qual. Mondiali 2022                                                    | -                                                                      |                                                                        |
| 27-1-2022                                                              | Quito                                                                  | Ecuador                                                                | 1 – 1                                                                  | Brasile                                                                | Qual. Mondiali 2022                                                    | -1                                                                     | 30’                                                                    |
| 24-3-2022                                                              | Rio de Janeiro                                                         | Brasile                                                                | 4 – 0                                                                  | Cile                                                                   | Qual. Mondiali 2022                                                    | -                                                                      |                                                                        |
| 29-3-2022                                                              | La Paz                                                                 | Bolivia                                                                | 0 – 4                                                                  | Brasile                                                                | Qual. Mondiali 2022                                                    | -                                                                      |                                                                        |
| 6-6-2022                                                               | Tokyo                                                                  | Giappone                                                               | 0 – 1                                                                  | Brasile                                                                | Amichevole                                                             | -                                                                      |                                                                        |
| 23-9-2022                                                              | Le Havre                                                               | Brasile                                                                | 3 – 0                                                                  | Ghana                                                                  | Amichevole                                                             | -                                                                      |                                                                        |
| 27-9-2022                                                              | Parigi                                                                 | Brasile                                                                | 5 – 1                                                                  | Tunisia                                                                | Amichevole                                                             | -1                                                                     |                                                                        |
| 24-11-2022                                                             | Lusail                                                                 | Brasile                                                                | 2 – 0                                                                  | Serbia                                                                 | Mondiali 2022 - 1º turno                                               | -                                                                      |                                                                        |
| 28-11-2022                                                             | Doha                                                                   | Brasile                                                                | 1 – 0                                                                  | Svizzera                                                               | Mondiali 2022 - 1º turno                                               | -                                                                      |                                                                        |
| 5-12-2022                                                              | Doha                                                                   | Brasile                                                                | 4 – 1                                                                  | Corea del Sud                                                          | Mondiali 2022 - Ottavi di finale                                       | -1                                                                     | 80’                                                                    |
| 9-12-2022                                                              | Al Rayyan                                                              | Croazia                                                                | 1 – 1 dts (4 – 2 dtr)                                                  | Brasile                                                                | Mondiali 2022 - Quarti di finale                                       | -1                                                                     |                                                                        |
| 16-11-2023                                                             | Barranquilla                                                           | Colombia                                                               | 2 – 1                                                                  | Brasile                                                                | Qual. Mondiali 2026                                                    | -2                                                                     |                                                                        |
| 21-11-2023                                                             | Rio de Janeiro                                                         | Brasile                                                                | 0 – 1                                                                  | Argentina                                                              | Qual. Mondiali 2026                                                    | -1                                                                     |                                                                        |
| 9-6-2024                                                               | College Station                                                        | Messico                                                                | 2 – 3                                                                  | Brasile                                                                | Amichevole                                                             | -2                                                                     | Cap.                                                                   |
| 12-6-2024                                                              | Orlando                                                                | Stati Uniti                                                            | 1 – 1                                                                  | Brasile                                                                | Amichevole                                                             | -1                                                                     |                                                                        |
| 24-6-2024                                                              | Inglewood                                                              | Brasile                                                                | 0 – 0                                                                  | Costa Rica                                                             | Coppa America 2024 - 1º turno                                          | -                                                                      |                                                                        |
| 28-6-2024                                                              | Paradise                                                               | Paraguay                                                               | 1 – 4                                                                  | Brasile                                                                | Coppa America 2024 - 1º turno                                          | -1                                                                     |                                                                        |
| 2-7-2024                                                               | Santa Clara                                                            | Brasile                                                                | 1 – 1                                                                  | Colombia                                                               | Coppa America 2024 - 1º turno                                          | -1                                                                     |                                                                        |
| 6-7-2024                                                               | Paradise                                                               | Uruguay                                                                | 0 – 0 (4 – 2 dtr)                                                      | Brasile                                                                | Coppa America 2024 - Quarti di finale                                  | -                                                                      |                                                                        |
| 6-9-2024                                                               | Curitiba                                                               | Brasile                                                                | 1 – 0                                                                  | Ecuador                                                                | Qual. Mondiali 2026                                                    | -                                                                      |                                                                        |
| 10-9-2024                                                              | Asunción                                                               | Paraguay                                                               | 1 – 0                                                                  | Brasile                                                                | Qual. Mondiali 2026                                                    | -1                                                                     |                                                                        |
| 20-3-2025                                                              | Brasilia                                                               | Brasile                                                                | 2 – 1                                                                  | Colombia                                                               | Qual. Mondiali 2026                                                    | -1                                                                     | 78’                                                                    |
| 5-6-2025                                                               | Guayaquil                                                              | Ecuador                                                                | 0 – 0                                                                  | Brasile                                                                | Qual. Mondiali 2026                                                    | -                                                                      |                                                                        |
| 10-6-2025                                                              | San Paolo                                                              | Brasile                                                                | 1 – 0                                                                  | Paraguay                                                               | Qual. Mondiali 2026                                                    | -                                                                      |                                                                        |
| Totale                                                                 |                                                                        | Presenze                                                               | 74                                                                     |                                                                        | Reti                                                                   | -33                                                                    |                                                                        |

## Palmarès

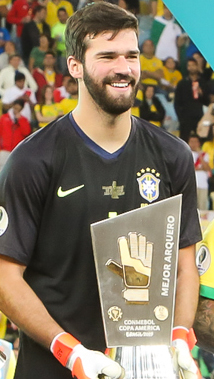
Alisson mentre viene premiato come miglior portiere della Copa América 2019.

### Club

#### Competizioni statali
- Campionato Gaúcho: 4

Internacional: 2013, 2014, 2015, 2016
- Super Copa Gaúcha: 1

Internacional: 2016

#### Competizioni nazionali
- Campionato inglese: 2

Liverpool: 2019-2020, 2024-2025
- Coppa di Lega inglese: 2

Liverpool: 2021-2022, 2023-2024
- Coppa d'Inghilterra: 1

Liverpool: 2021-2022
- Community Shield: 1

Liverpool: 2022

#### Competizioni internazionali
- UEFA Champions League: 1

Liverpool: 2018-2019
- Supercoppa UEFA: 1

Liverpool: 2019
- Coppa del mondo per club: 1

Liverpool: 2019

### Nazionale

#### Competizioni giovanili
- Coppa Sendai: 1

Brasile: 2009
- Torneo di Tolone: 1

Brasile: 2013

#### Competizioni maggiori
- Coppa America: 1

Brasile 2019

### Individuale
- Squadra della stagione della UEFA Champions League: 2

2017-2018, 2018-2019
- Gran Galà del calcio AIC: 1

Squadra dell'anno: 2018
- Miglior portiere della Premier League: 2

2018-2019, 2021-2022
- UEFA Club Football Awards: 1

Miglior portiere: 2018-2019
- Miglior portiere della Copa América: 1

Brasile 2019
- Squadra ideale della Copa América: 1

Brasile 2019
- The Best FIFA Goalkeeper: 1

2019
- FIFPro World XI: 2

2019, 2020
- Portiere dell'anno IFFHS: 1

2019
- Squadra maschile dell'anno IFFHS: 1

2019
- Trofeo Jašin: 1

2019
- Globe Soccer Awards: 1

Miglior portiere dell’anno: 2019
- Squadra dell'anno PFA: 1

2021-2022